# Aldo Bufi Landi
Aldo Bufi Landi (Nápoles, 7 de abril de 1923-ibídem, 2 de febrero de 2016) fue un actor de cine italiano. Apareció en más de 100 películas entre 1947 y 2013.

## Filmografía parcial
- Malaspina (1947)
- Madunnella (1948)
- Assunta Spina (1948)
- Signorinella (1949)
- 47 morto che parla (1950)
- Luna rossa (1951)
- Perdonami! (1953)
- La grande speranza (1954)
- Il Conte di Matera (1957)
- Tuppe tuppe, Marescià! (1958)
- Il cavaliere del castello maledetto (1959)
- Il dominatore del deserto (1964)
- I misteri della giungla nera (1964)
- Sandokan contro il leopardo di Sarawak (1964)
- Agente segreto 777 - Operazione Mistero (1965)
- Operación Silencio (1966)
- Superargo, el gigante (1968)
- El gran golpe de Niza (1968)
- Midas Run (1969)
- 4 mosche di velluto grigio (1971)
- Byleth (il demone dell'incesto) (1972)[3]
- Sgarro alla camorra (1973)
- Superuomini, superdonne, superbotte (1974)
- Il principe abusivo (2013)